# Гущина, Ирина Ивановна
Гущина Ирина Ивановна (в девичестве Лобова; 26 июня 1929 года, — 20 августа 2008 года) — археолог и историк, кандидат исторических наук, была ведущим научным сотрудником отдела археологических памятников, хранитель фонда скифских и сарматских памятников в Государственном историческом музее, известный специалист в области скифо-сарматской археологи и позднескифской культуры Крыма.

## Биография
Ирина Ивановна Гущина родилась 26 июня 1929 года. В 1952 году с отличием окончила Московский государственный университет, в 1952—1955 году — аспирантура Государственного исторического музея, в 1956 году защитила кандидатскую диссертацию по теме «Сарматы в Крыму». С 1956 по 2001 год работала в археологическом отделе Государственного исторического музея, из которых более 10 лет руководила группой археологии раннего железного века и раннего средневековья, была хранителем фонда скифских и сарматских памятников. 

## Исследования
Считается научным учеником известных учёных Б. Н. Гракова и А. П. Смирнова. Гущиной была проделала большая работа по научной обработке коллекций, организацией археологических экспедиций в Крым, впервые ввела в научный оборот многие эталонные памятники, хранящиеся в Историческом музее, такие, как Янчокракский клад и Антиповский клад, Воздвиженский курган. Она издала материалы из раскопок Б. Н. Гракова и П. С. Рыкова в Заволжье, Приуралье, коллекции из раскопок А. А. Спицына в Поволжье и многие другие, серия работ Гущиной посвящена позднескифским могильникам Юго-Западного Крыма. Совместно с Н. А. Богдановой, И. И. Лободой, другими сотрудниками тогда ещё Бахчисарайского историко-археологического музея принимали деятельное участие в становлении крымской археологической науки, в открытии и изучении многочисленных позднескифских памятников Юго-Западного Крыма.
Важнейшими трудами И. И. Гущиной историки признают монографию об Усть-Бельбекском могильнике «Некрополь римского времени Бельбек IV в Юго-Западном Крыму» (опубликована лишь в 2016 году), раскопками которого с 1969 до 1991 года занималась археологическая экспедиция ГИМ под её руководством, и работу Гущиной И. И. в соавторстве с И. П. Засецкой «Золотое кладбище римской эпохи в Прикубанье». Всего в активе учёной более 55 научных работ, памяти Ирины Ивановны Гущиной посвящён 191-й том сборника трудов Государственного исторического музея за 2012 год.